# Loggia di Romolo e Remo
La Loggia di Romolo e Remo è un ciclo di affreschi frammentario di Gentile da Fabriano e collaboratori, databile al 1411-1412, dentro palazzo Trinci a Foligno.

## Storia
Negli anni 1411-1412 Gentile fu a Foligno, dove eseguì i disegni per il ciclo decorativo di palazzo Trinci su commissione di Ugolino III. Il complesso programma decorativo, squisitamente profano, celebrava la continuità tra la signoria dei Trinci e l'impero romano, e fu ispirato dall'umanista Francesco da Fiano.
Recenti scoperte documentarie hanno precisato la commissione e il pagamento degli affreschi. Il 27 agosto 1411 Gentile riceveva 225 fiorini d'oro per la "sala imperatorum" (la Sala dei Giganti), la "camera rosarum" (la Sala delle Arti liberali e dei Pianeti") e per la "loggia", ovvero la Loggia di Romolo e Remo. In un altro documento del 12 gennaio 1412 Gentile riceveva un'altra quietanza di 93 fiorini per alcune pitture non specificate e per una piccola tavola della Madonna. In tale atto si nominano anche i collaboratori del maestro: Jacopo da Venezia (forse Jacopo Bellini, che però all'epoca sarebbe stato appena adolescente), Paolo Nocchi da Foligno, Francesco Giambono da Bologna, ma residente a Foligno, e Battista di Domenico da Padova. Non appare quindi il nome del veronese Niccolò di Pietro a cui la critica aveva proposto l'attribuzione degli affreschi.
L'oblio dei cicli di Palazzo Trinci nella storiografia artistica fu dovuto a cause storiche, legate a una sorta di damnatio memoriae che investì i Trinci dopo la dominazione pontificia della città: gli affreschi erano stati infatti scialbati. Nel 1864 metà delle figure dei Giganti vennero riscoperte in una sorta di mezzanino creato infraponendo un piano di calpestio al sottotetto. Altri affreschi furono trovati fino al 1918-1919, e restaurati in maniera non ottimale. Solo col recente restauro, successivo al terremoto del 1997, si è potuto ritrovare appieno la ricchezza delle decorazioni pittoriche del palazzo, anche grazie ai ritrovamenti documentari e a nuovi studi. Recente è anche la valorizzazione nel panorama storico-critico, interrompendo l'ormai secolare giudizio negativo avviato da Adolfo Venturi in poi, che liquidò con una scarsa considerazione gli affreschi di palazzo Trinci, sebbene li avesse visti solo in foto e solo i Giganti a metà, quando ancora si affacciavano nel mezzanino.

## Descrizione e stile

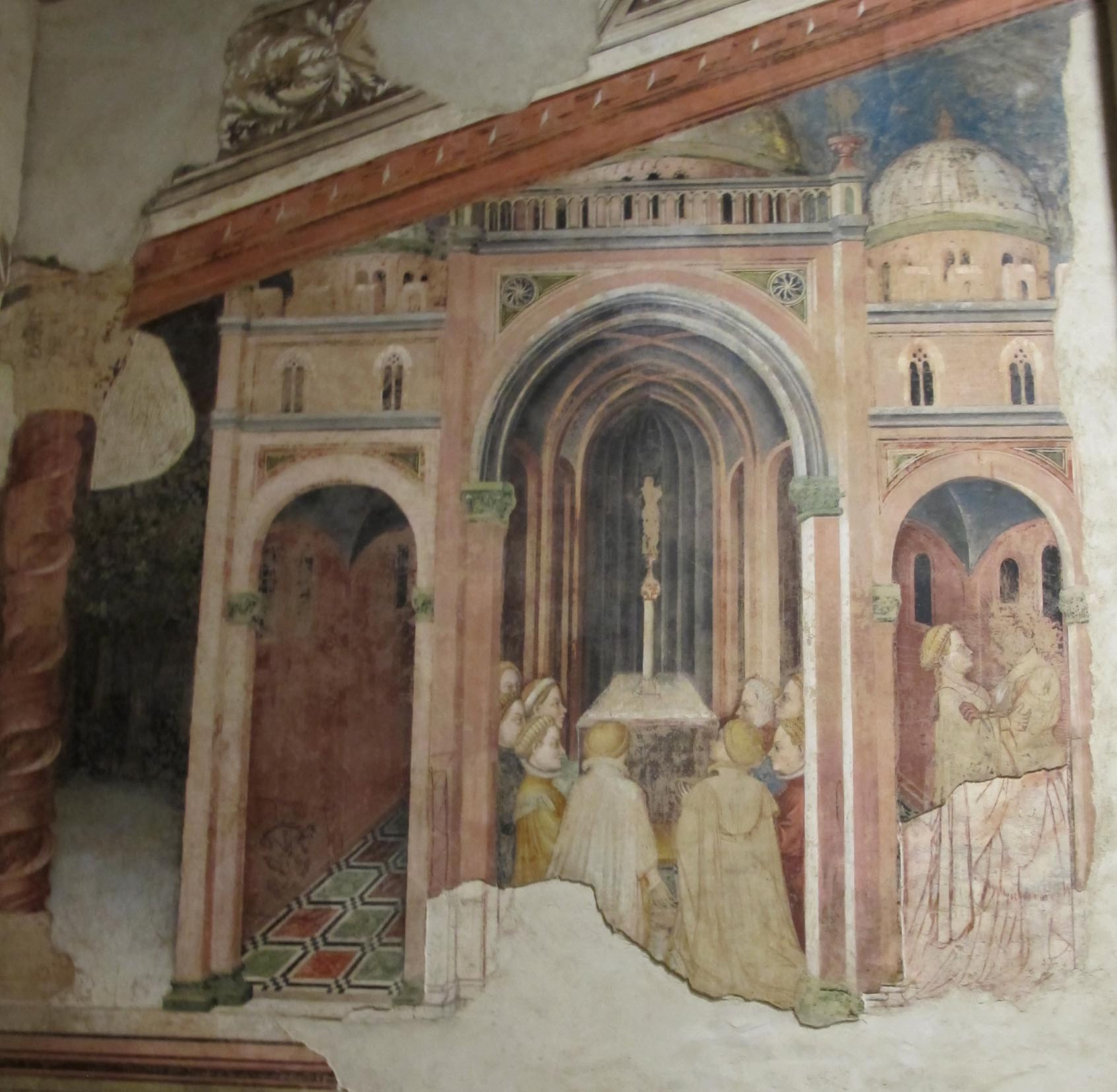
Rea Silvia rapita da Marte

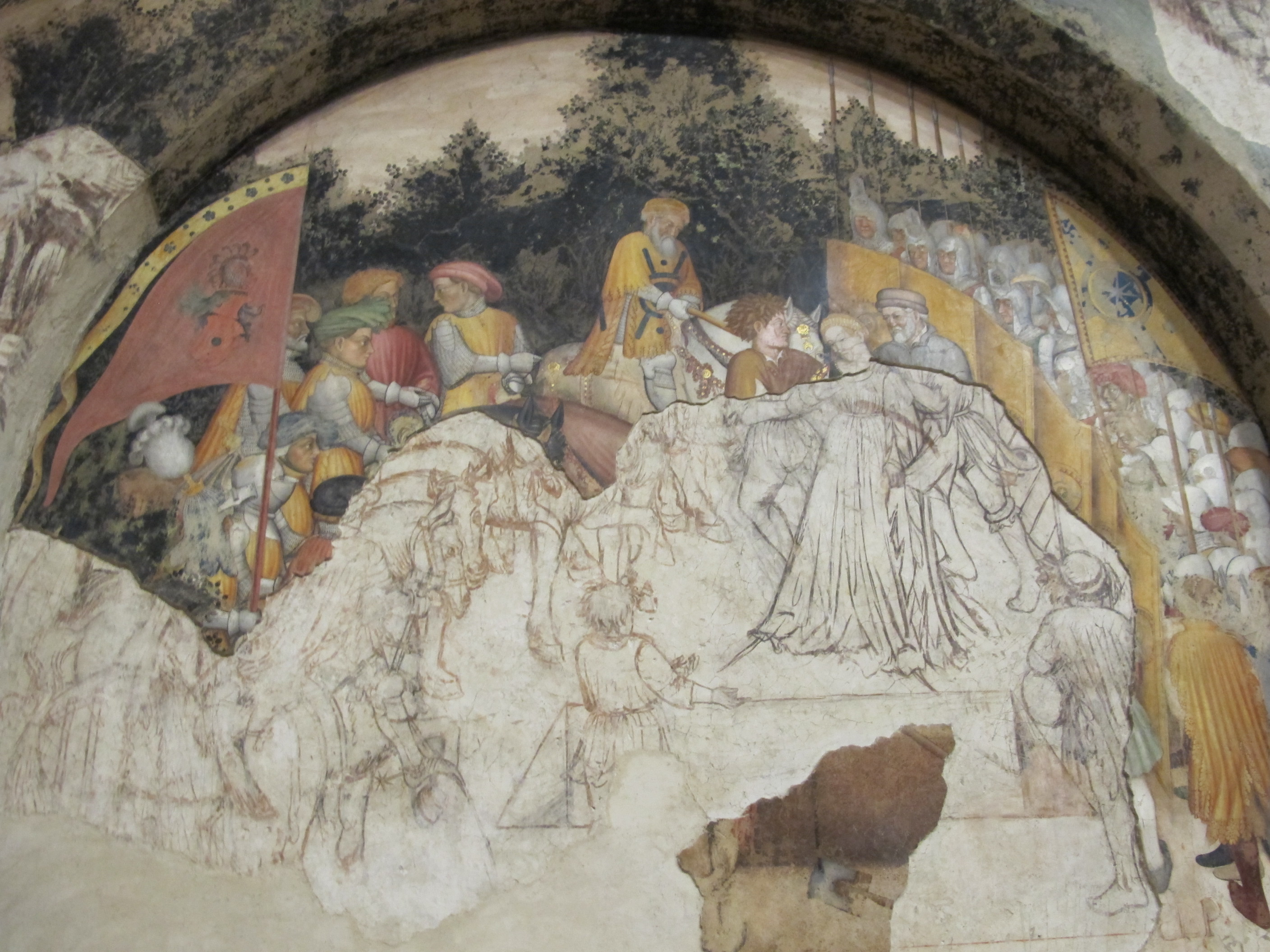
Rea Silvia condannata a morte

Rappresentando le sorti di Romolo e Remo si alludeva alla rinascita di Foligno sotto i Trinci come una "nuova Roma", con analogie rispetto alle vicende vissute dai mitici fondatori.
Il ciclo è frammentario e oggi si dispone su due pareti della loggia affacciata sul cortiletto della scala gotica (un tempo a cielo aperto). In ampie porzioni la superficie pittorica è perduta, ma si è spesso conservato il disegno sottostante della sinopia, di alta qualità.
La prima scena mostra il tempio delle vestali immaginato come una basilica gotica con cupolette come la basilica di San Marco a Venezia (dove l'artista era appena stato), dove nove vestali, vestite come sofisticate nobildonne del Quattrocento, stanno raccolte attorno a un piccolo idolo appoggiato su una colonnetta al centro di un altare. A destra, in una sorta di navata, Rea Silvia è presa da Marte.
La seconda scena, oltre il portale ad arco, mostra la Nascita di Romolo e Remo, ambientata in un ricco palazzo gotico con merli, bifore, un terrazzino coperto, comignoli e una torretta. Nella stanza rivelata al pian terreno, grazie a una parete scomparsa, si assiste alla nascita dei gemelli, con uno schema non dissimile da quello delle Natività di Maria. Accurata è la descrizione dell'ambiente domestico.
La terza scena, in alto sopra la rientranza ad arco nella parete, mostra il pastore Faustolo che trova i due gemelli abbandonati (a sinistra) e li porta dalla moglie Acca Larentia, che gli accoglie nella propria dimora (a destra).
Nella scena sotto l'arco Rea Silvia è condannata a morte, tramite la sepoltura da viva: si tratta della scena più concitata, con un gran numero di soldati e altri personaggi.
Le scene quinta e sesta sono più danneggiate e mostrano l'assedio di Albalonga e la deposizione di Amulio, padre di Rea Silvia, dal trono della città. Sotto queste opere, in una cavità della parete sopra il portale, era stato inserito il rilievo antico di Ermes con la capra, a rinsaldare il legame col passato.

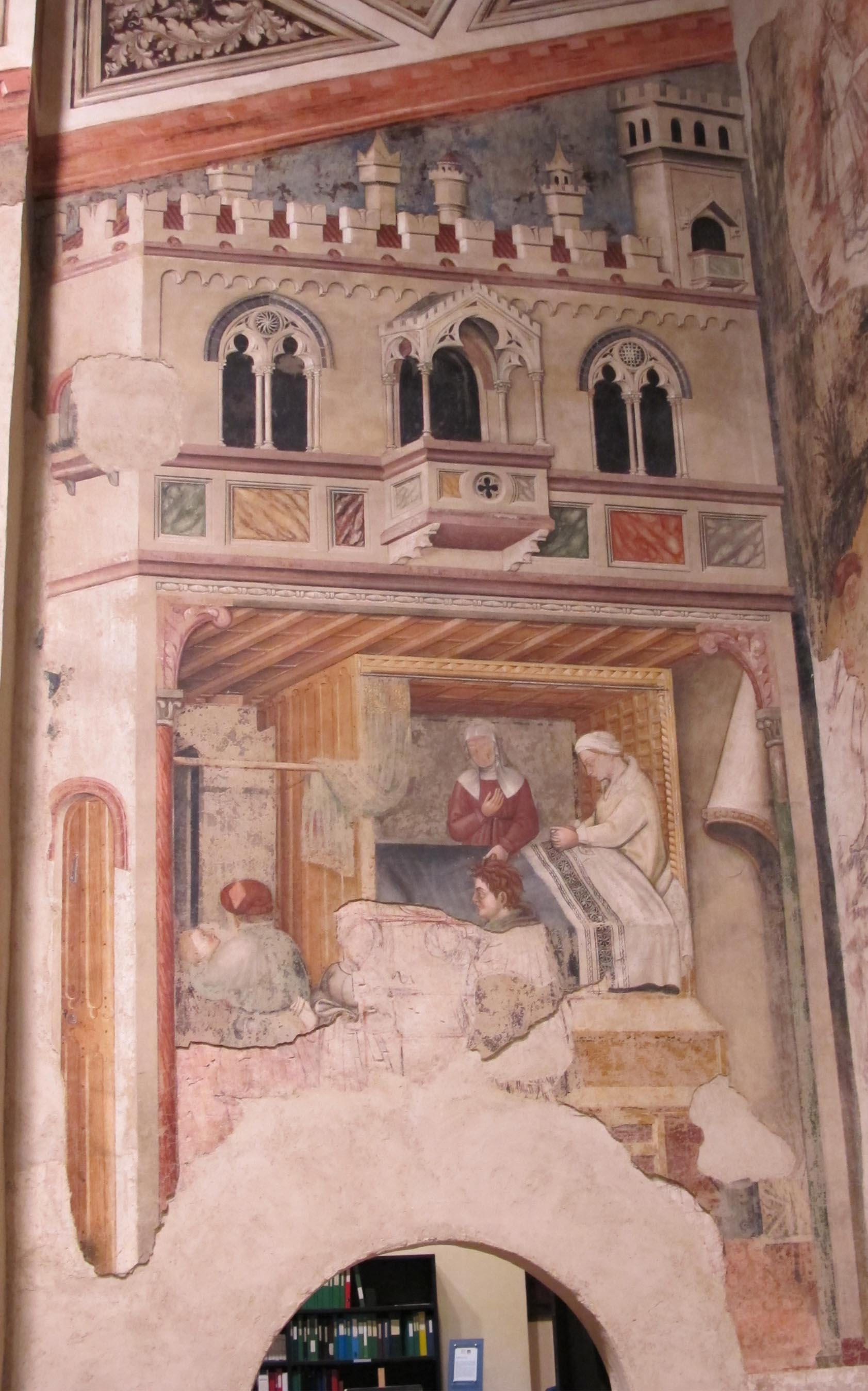
Nascita di Romolo e Remo
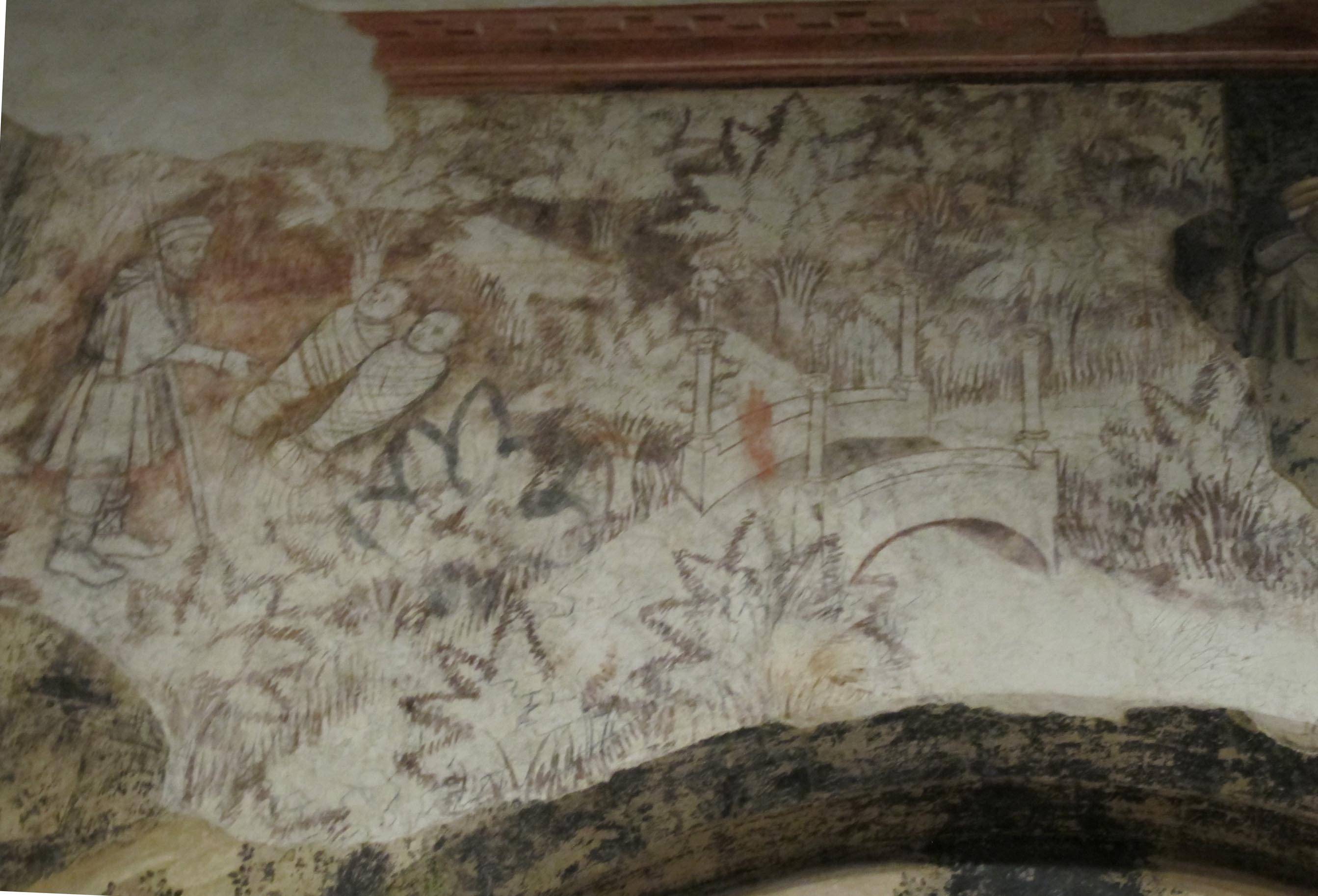
Faustolo raccoglie Romolo e Remo
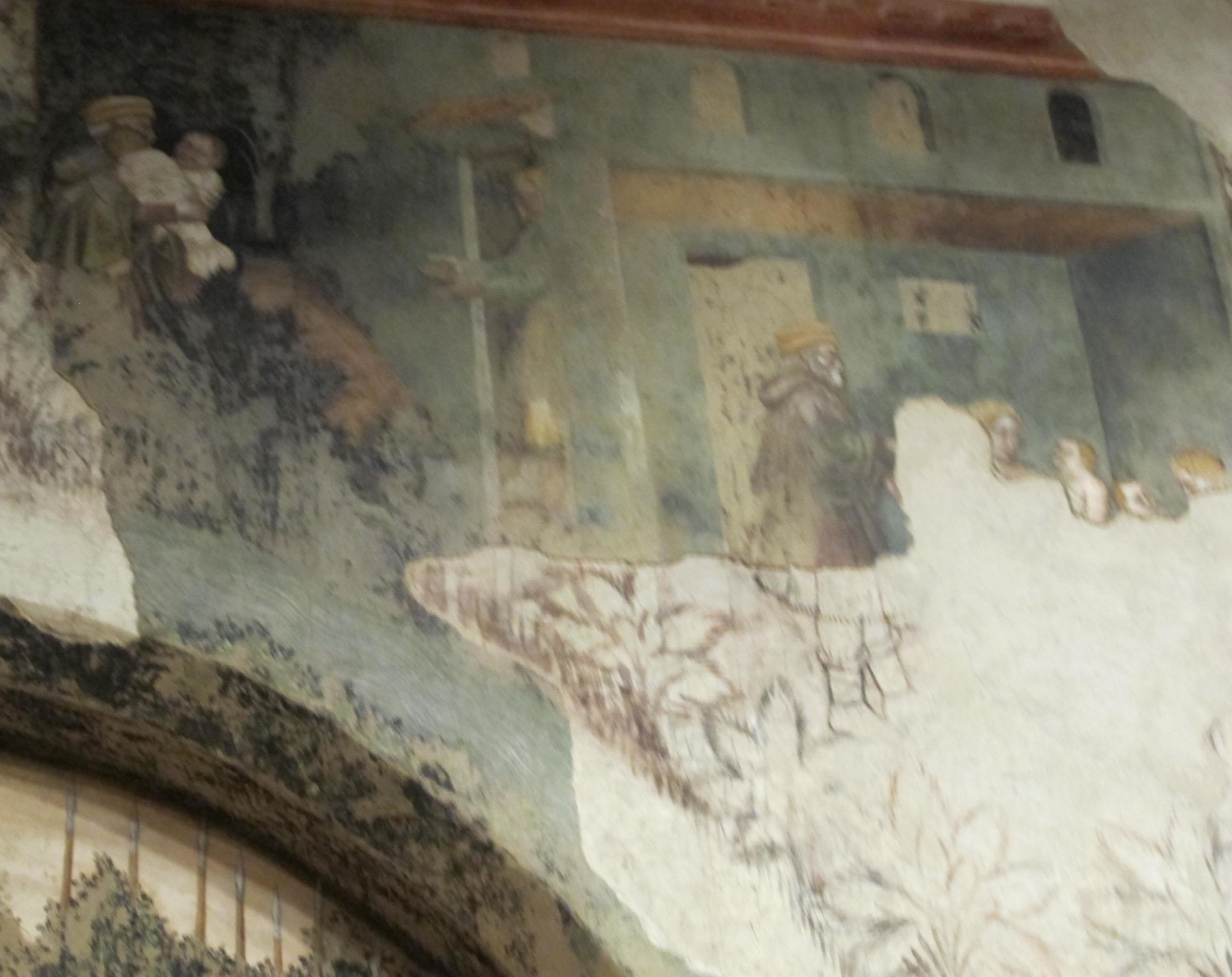
Faustolo porta i gemelli dalla moglie Acca Larentia
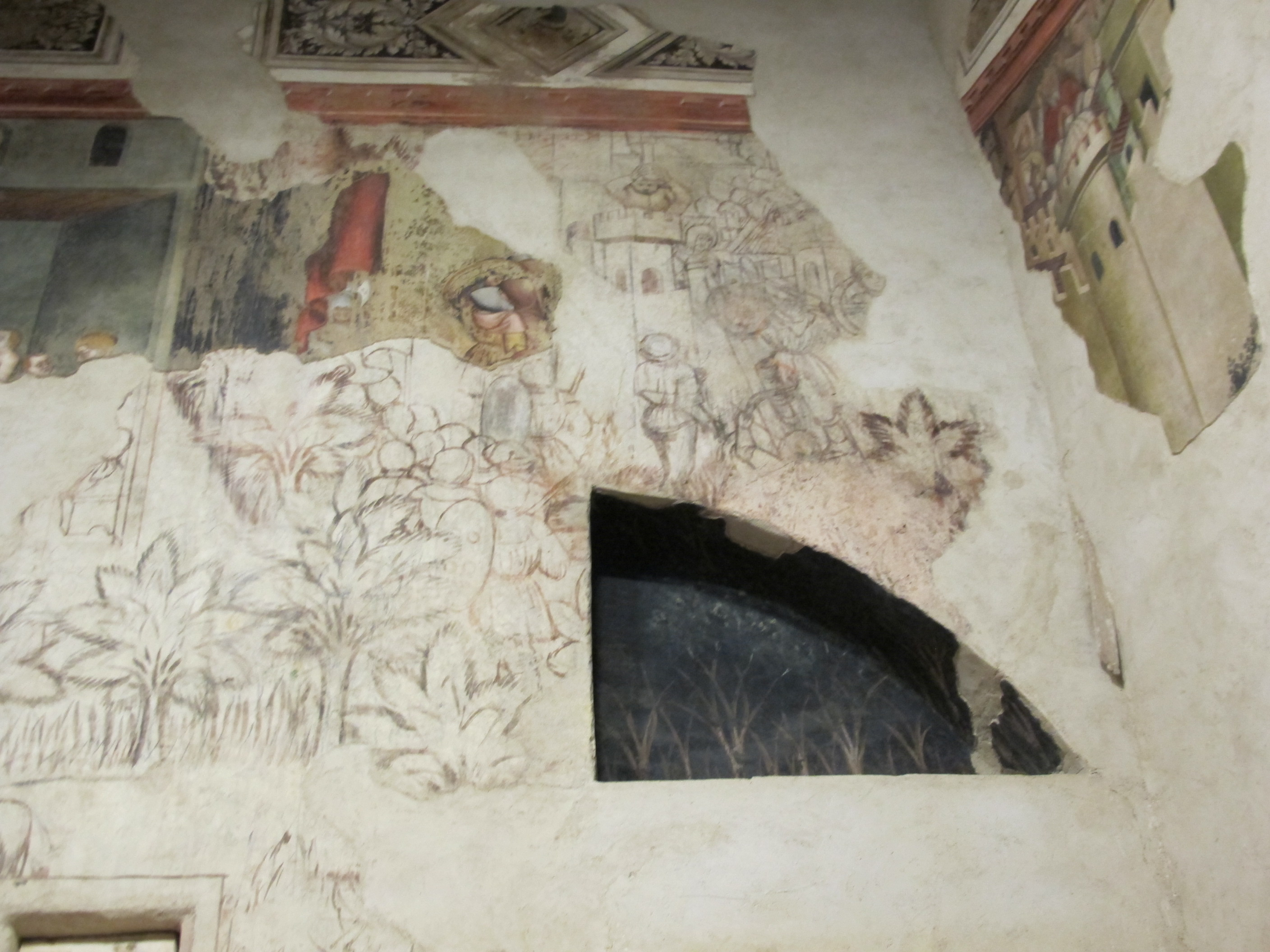
Assedio di Albalonga
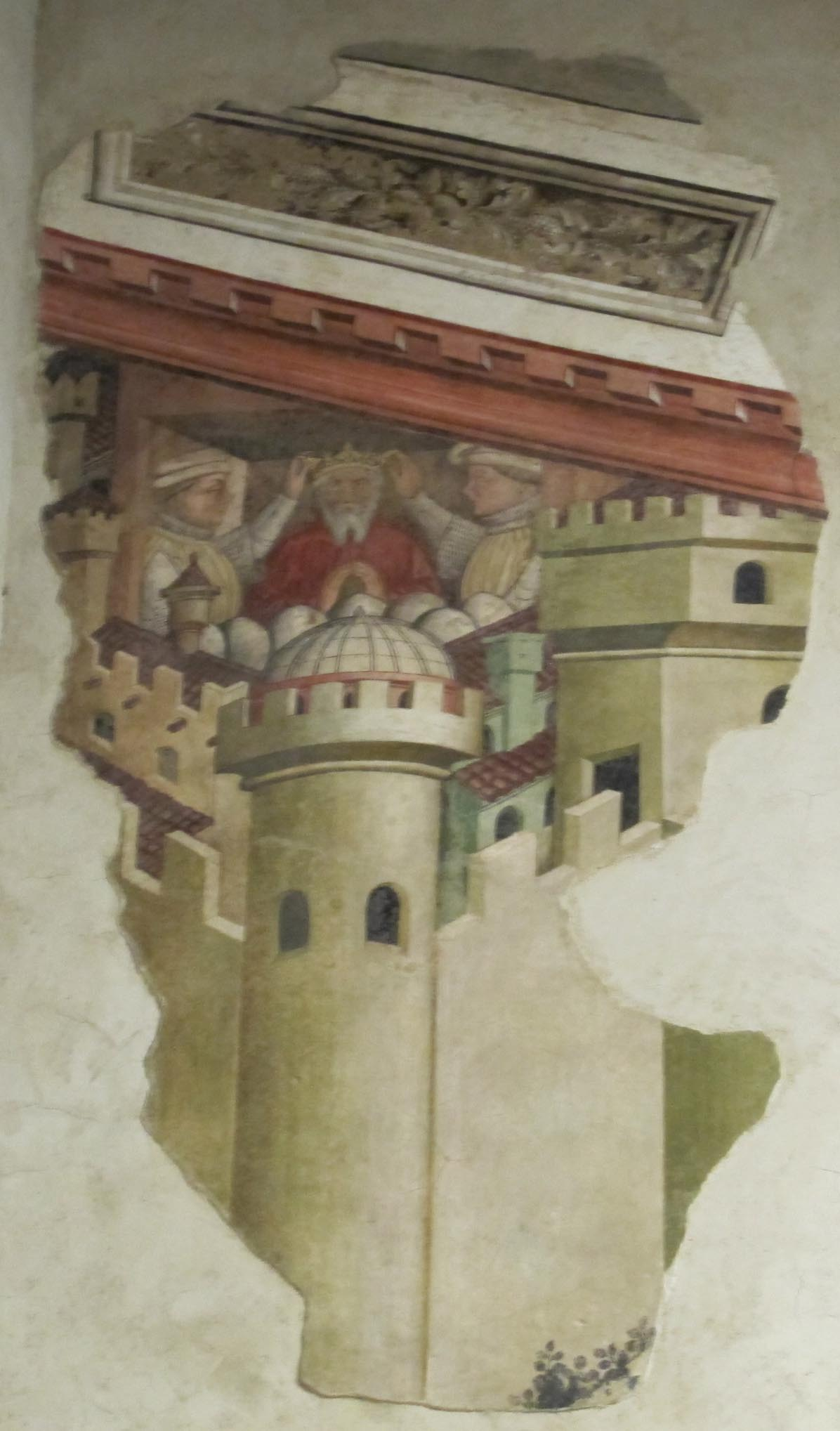
Deposizione di re Amulio